# Santa Rita de Jacutinga
Santa Rita de Jacutinga – miasto i gmina w Brazylii, w stanie Minas Gerais. Znajduje się w mezoregionie Zona da Mata i mikroregionie Juiz de Fora.